# Metropolia Songea
Metropolia Songea – jedna z 7 metropolii kościoła rzymskokatolickiego w Tanzanii. Została ustanowiona 18 listopada 1987.

## Diecezje
- Archidiecezja Songea
  - Diecezja Lindi
  - Diecezja Mbinga
  - Diecezja Mtwara
  - Diecezja Njombe
  - Diecezja Tunduru-Masasi

## Metropolici
- James Joseph Komba (1987-1992)
- Norbert Wendelin Mtega (1992-2013)
- Damian Denis Dallu (od 2014)